# Henry Olonga
Henry Khaaba Olonga (3 de julio de 1976) es un exjugador de críquet zimbabuense. Fue considerado uno de los jugadores de bolos más rápidos del críquet internacional. Participó en tres torneos de la Copa del Mundo de críquet en 1996, 1999 y 2003. Durante sus días como jugador, formó una rivalidad contra el exbateador veterano indio Sachin Tendulkar cada vez que Zimbabue e India jugaban entre sí en el críquet internacional.

## Carrera internacional
Olonga hizo su debut en el cricket de primera clase en marzo de 1994, a los 17 años, jugando para Matabeleland contra Mashonaland en la Copa Logan en Harare Sports Club.
El 31 de enero de 1995, Olonga hizo su debut en Test Cricket con Zimbabue contra Pakistán. El 21 de octubre de 1995, hizo su debut en One Day International con Zimbabue contra Sudáfrica. Jugó 30 partidos de prueba para Zimbabue, tomando 68 terrenos con un promedio de bolos de 38.52. Olonga también jugó 50 Internacionales de One Day, tomando 58 terrenos con un promedio de 34.08. Tiene el récord del mejor boliche en un ODI de un zimbabuense, con cifras de 6-19 contra Inglaterra en Ciudad del Cabo en 2000.
Olonga anunció su retiro del cricket internacional después del último partido de Zimbabue en la Copa del Mundo de 2003 a la edad de 26 años.